# 里奧阿里巴縣
里奧阿里巴縣（英語：Rio Arriba County）是美国新墨西哥州北部的一個縣，北鄰科羅拉多州，面積15,271平方公里。根據2020年美國人口普查，该縣共有人口40,363人。縣治所在地為鐵拉阿馬里亞。

## 歷史
里奧阿里巴縣成立於1852年1月9日，是新墨西哥領地最早成立的九個縣份的其中的一個。縣名指的是該縣位於格蘭德河上游的位置。當時，里奧阿里巴縣的領土延伸至加利福尼亚州邊界，且拉斯維加斯亦位於里奧阿里巴縣內。在聖胡安縣自里奧阿里巴縣獨立後，后者的邊界未再更動。
里奧阿里巴縣成立時，其縣治為聖佩德羅查米達（San Pedro de Chamita），不久即遷至卢塞罗（Los Luceros）。1860年，縣治遷至阿爾卡爾德（Alcalde）。自1880年起，縣治為鐵拉阿馬里亞。

## 地理

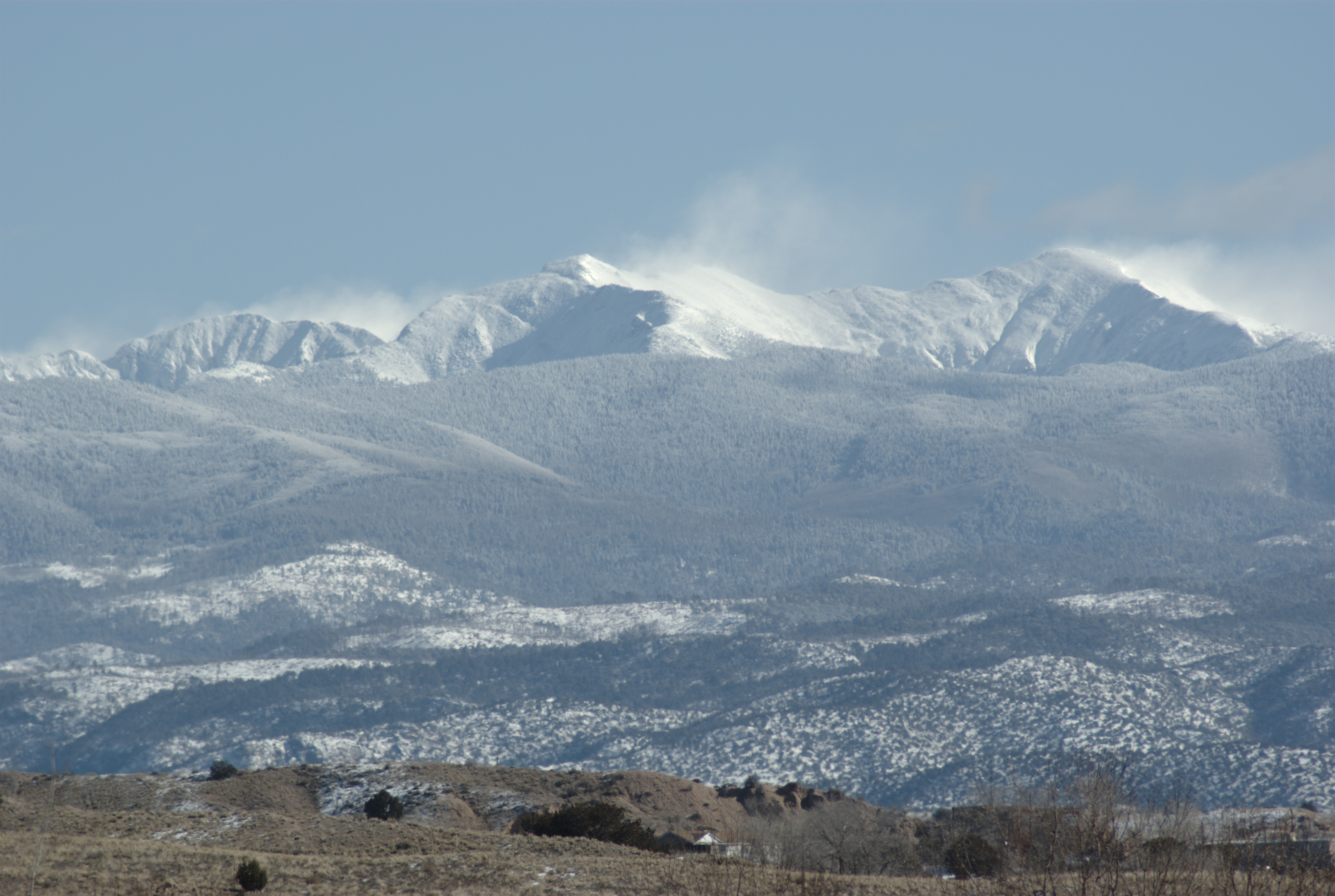
杜魯查斯峰

根據2000年人口普查，里奧阿里巴縣的總面積為5,896平方英里（15,270平方），其中有5,858平方英里（15,170平方），即99.35為陸地；38平方英里（98平方），即0.65%為水域。縣内最高點為杜魯查斯峰的頂峰，3993米。杜魯查斯峰亦是新墨西哥州的第二高峰。该县既是新墨西哥州面積第五大的縣份，亦是美國面積第46大的縣份。

### 毗鄰縣
- 新墨西哥州 陶斯縣：東方
- 新墨西哥州 莫拉縣：東南方
- 新墨西哥州 圣菲县：南方
- 新墨西哥州 洛斯阿拉莫斯縣：南方
- 新墨西哥州 桑多瓦爾縣：南方
- 新墨西哥州 聖胡安縣：西方
- 科羅拉多州 阿丘利塔縣：北方
- 科羅拉多州 科內霍斯縣：北方

### 國家保護區
- 卡森国家森林（部分）
- 提厄拉薩爾瓦多卡米諾雷亞爾特羅國家古道（部分）
- 圣菲国家森林（部分）
- 火山口峽谷國家自然保護區（英语：Valles Caldera）（部分）

## 人口
| 调查年             | 人口   | 备注 | %±    |
| ------------------ | ------ | ---- | ----- |
| 1910               | 16,624 |      | —     |
| 1920               | 19,552 |      | 17.6% |
| 1930               | 21,381 |      | 9.4%  |
| 1940               | 25,352 |      | 18.6% |
| 1950               | 24,997 |      | −1.4% |
| 1960               | 24,193 |      | −3.2% |
| 1970               | 25,170 |      | 4.0%  |
| 1980               | 29,282 |      | 16.3% |
| 1990               | 34,365 |      | 17.4% |
| 2000               | 41,190 |      | 19.9% |
| 2010               | 40,246 |      | −2.3% |
| [ 8 ] [ 9 ] [ 10 ] |        |      |       |

### 2010年
根據2010年人口普查，里奧阿里巴縣擁有40,246居民。上述人口是由51.6%白人、0.5%黑人、16.0%土著、0.4%亞洲人、28.2% 其他種族和3.3%混血构成。而西班牙裔或拉丁美洲人佔了人口71.3%。

### 2000年
根據2000年人口普查，里奧阿里巴縣擁有41,190居民、15,044住戶和10,816家庭。其人口密度為每平方英里7居民（每平方公里3居民）。本縣擁有18,016間房屋单位，其密度為每平方英里3間（每平方公里1間）。而人口是由56.62%白人、0.35%黑人、13.88%土著、0.14%亞洲人、0.11%太平洋岛民、25.62%其他種族和3.28%混血构成。而西班牙裔或拉丁美洲人佔了人口72.89%。
在15,044住户中，有36.9%擁有一個或以上的兒童（18歲以下）、48.8%為夫妻、15.9%為單親家庭、28.1%為非家庭、23.5%為獨居、7.8%住戶有同居長者。平均每戶有2.71人，而平均每個家庭則有3.19人。在40,246居民中，有28.6%為18歲以下、8.9%為18至24歲、28.8%為25至44歲、22.9%為45至64歲以及10.9%為65歲以上。人口的年齡中位數為34歲，每100個女性就有98個男性。而每100個成年女性（18歲以上）就有97.7個成年男性。
本县的住戶收入中位數為$29,429，而家庭收入中位數則為$32,901。男性的收入中位數為$33,375，而女性的收入中位數則為$22,223，人均收入為$14,263。約16.6%家庭和20.3%人口在貧窮線以下，包括23.3%兒童（18歲以下）及22.9%長者（65歲以上）。

## 外部連結
- Rio Arriba County website （页面存档备份，存于）
- Abiquiu Online - Serving the Northern New Mexico Area